# Tat'jana Šikolenko
Tat'jana Ivanovna Šikolenko, accreditata come Tatyana Shikolenko dalla IAAF (in russo Татьяна Ивановна Шиколенко?; Krasnodar, 10 maggio 1968), è un'ex giavellottista russa, dal 1991 al 1996 bielorussa e in precedenza sovietica.
La sorella Natal'ja Šikolenko (in bielorusso Natallja Šykolenka) è anche lei una giavellottista ed ha mantenuto la cittadinanza bielorussa.

## Palmarès

### Mondiali
- 2 medaglie[1]:
  - 2 argenti (Siviglia 1999; Parigi 2003)

### Europei
- 1 medaglia[1]:
  - 1 argento (Budapest 1998)

### Universiadi
- 1 medaglia[2]
  - 1 oro (Sheffield 1991)

### Grand Prix Final
- 1 medaglia[1]:
  - 1 bronzo (Parigi 2002)

### World Athletics Final
- 1 medaglia[1]:
  - 1 oro (Atene 2003)

### Goodwill Games
- 1 medaglia[2]:
  - 1 oro (Seattle 1990)

## Altre competizioni internazionali
2000
- Coppa Europa di atletica leggera ( Gateshead)[1]

2001
- Coppa Europa di atletica leggera ( Brema)[1]

2002
- Coppa Europa di atletica leggera ( Annecy)[1]